# Аневско кале
Аневското кале, също наричано Аневско градище и Ко̀псис, срещано и с неправилното Анево кале, е крепост край село Анево, община Сопот, област Пловдив.
С името Копсис е наименуван ледник в Антарктида – Ледник Копсис.
Разположена е на южния склон на Стара планина на надморска височина от 850 метра. На няколко километра на юг от рида, на който се намира крепостта, протича река Стряма. Крепостта отстои на 2 километра от с. Анево, на около 4 километра от град Сопот (по автомобилен път с кола и по екопътека до върха).
Тя е сред най-запазените крепости в страната. Останките от крепостните стени достигат височина от 12 до 14 метра. В миналото стената е ограждала двор от 5 декара. Изградена по време на Второто българско царство.
Подградието и цитаделата на Аневското кале са сред 3-те основни квартала на средновековния град Копсис (дн. Сопот). Съществуват хипотези, че Сопот е средновековния град Потука, известен само от житието на един от първите християнски светци от български произход – свети Михаил Воин от Потука, чието житие в старобългарската книжнина е известно като „Чудото на свети Георги с българина“.
В непосредствена близост до останките от крепостта се намира Сопотският манастир „Възнесение Господне“. Крепостта е много добре запазена и поради своите високи останки от стени и кули тя привлича множество туристи. Крепостта се споменава в пътеписа на Иван Вазов „Един кът от Стара планина“. Аневското кале е задълбочено проучвано. Археологическите разкопки в района на крепостта започват още през 1983 г.
Укреплението се е разполагало на различни нива, като на най-горното се е намирала централната цитадела, докато на останалата територия са се намирали други постройки. Главният вход на Аневското кале се намира на южната страна на укреплението. Самата централна цитадела е била пригодена за самостоятелна отбрана.
Чрез археологически разкопки е установено, че в крепостта се е намирал манастирски комплекс с църква (с др. 2 църкви). Под средновековната църква са открити следи от по-ранна църква от V-VI век. На мястото на подградието и самата крепост са открити следи от живот и укрепления още от времето на Античността (I – V в.) и Ранното средновековие (VII – Х в.) Археолозите смятат, че крепостта в този си вид е започнала да съществува през първата половина на 12 век и е престанала да се използва в края на 14 век.
Според византийските хронисти Георги Пахимер и Йоан Кантакузин Аневското кале е столица на владенията на братята Смилец, Войсил и Радослав. Смилец дори успява да се възкачи на престола на българските царе и царува през периода 1292 – 1298 г.
Около крепостта и в подстъпите към нея се откриват голям брой осколки от артилерийски снаряди от XIX в. С оглед на това и на относително пресните следи от пожар в крепостта може с голяма доза вероятност да се допусне, че тя е била обстрелвана с артилерия от руската войска по време на Освободителната война през 1877 – 1878 г. Възможно е височината, където се издига крепостта, да е била използвана за позиция от османски военни части или просто тя е била използвана като цел за учебни артилерийски стрелби.